# Paglia
Pour les articles homonymes, voir Paglia (homonymie).
Le Paglia est un cours d'eau italien, et un affluent du Tibre.

## Géographie
Le Paglia prend sa source sur le mont Amiata (1 738 m) – sur la frazione Pian dei Renaì d'Abbadia San Salvatore à environ 1 000 m d’altitude - et traverse les provinces de Terni, Sienne et Viterbe.

## Affluent
Le Paglia a pour principal affluent le Chiani, de 42 km qui conflue, en rive gauche, près d'Orvieto.